# Федерація скаутів та гайдів Туреччини
Федерація скаутів та гайдів Туреччини (тур. Türkiye İzcilik Federasyonu) — національна скаутська організація Туреччини, заснована в 1992 році. Організація є членом ВОСР з 1950 року і Всесвітньої асоціації дівчат-гайдів та дівчат-скауток з 1987 року. Станом на 2011 рік чисельність організації становить 33 947 осіб
Головний офіс організації знаходиться за адресою:
- Місто Анкара, Cinnah Caddesi 62/10 Çankaya

## Історія
Засновниками скаутського руху в Туреччині (На той час Османській імперії) вважаються брати Ахмет та Абдураман Робенсони, які були вчителями фізкультури у Галатасарайській вищій школі у Стамбулі, та Нафі Аріф Кансу й Етем Нейят, які організували перші скаутські гуртки у вищих школах Даруссафаку, Галатасараю та Стамбулу в 1909 році.
Окрім власне Туреччини скаутських рух почав розвиватись по всій території Османської імперії, зокрема в Лівані та Сирії.
Під час Першої світової війни в Стамбулі було засновано гурток скаутів Австро-Угорщини, яка була союзником Османської імперії. Цей гурток входив до складу Австрійської організації слідопитів (АОС). Філії АОС також існували в Дамаску, Бейруті та Алеппо.

Скаутський рух в Туреччині зазнав занепаду під час Балканських війн та Першої Світової війни. Після проголошення Турецької Республіки у 1923 році, скаутинг почав відроджуватись через шкільні заклади.
У 1946 Голова турецького скаутингу Ахмет Хан та Голова управління освіти Стамбулу Мухіттін Акдік відвідали Францію, Велику Британію та Швейцарію для перейняття досвіду організації європейських скаутів. Це сприяло перебудові системи скаутських гуртків у Туреччині. У 1950 році було створено окрему вікову групу турецьких скаутів — каб-скаутів, дітей від 8 до 11 років. Гуртки каб-скаутів існували при початкових школах, окремо для дівчат та хлопців. Як правило гуртки каб-скаутів виховували жінки.
У 1952 році Голова Всесвітнього скаутського бюро Дж. С. Вільсон відвідав турецьких скаутів у Стамбулі та Анкарі.
Після розпаду СРСР у 1991 році, ВОСР запропонувала Федерації скаутів та гайдів Туреччини допомагати становленню скаутського руху в тюркських країнах — Казахстані, Киргизстані, Туркменістані та Узбекистані, але досі не було зроблено жодних кроків в цьому напрямі.
Федерацію скаутів та гайдів Туреччини було офіційно зареєстровано в 1992 році як підрозділ Міністерства Молоді і Спорту. У лютому 2007 року федерація отримала автономний статус.

## Скаутський рух у Турецькій Республіці Північного Кіпру
Скаути Північного Кіпру (тур. Kuzey Kıbrıs Türk İzcileri) — скаутська організація, яка діє у фактично незалежній Турецькій Республіці Північного Кіпру, та підтримує сильні зв'язки із Федерацією скаутів та гайдів Туреччини.

## Діяльність
Федерація скаутів та гайдів Туреччини діє за скаутською методикою. Кожного року протягом тижня відбувається акція «Скаут — помічник», під час якої кожен турецький скаут має змогу допомогти в організації соціальних проектів, сиротинцям, Червоному Півмісяцю та іншим організаціям та закладам. Скаути також беруть участь у посадці дерев у сільській місцевості за підтримки Міністерства Сільського господарства.

## Ідеологія
Неофіційним гімном Федерації скаутів та гайдів Туреччини є турецький переклад Бойового Гімну Республіки — американської патріотичної пісні часів Громадянської війни.
Скаутське гасло — Завжди готовий, турецькою — Daima Hazır.
Скаутська присяга:
Турецькою: Tanrıya, vatanıma karşı görevlerimi yerine getireceğime, izcilik türesine uyacağıma; Başkalarına her zaman yardımda bulunacağıma; Kendimi bedence sağlam, fikirce uyanık, ve ahlakça dürüst tutmak için elimden geleni yapacağıma; Şerefim üzerine söz veririm.
Українською Присягаюся своєю честю, що буду виконувати свій обов'язок перед Богом та Батьківщиною, слухатися Скаутських законів, допомагати іншим людям у будь-який час, бути фізично, психологічно та морально сильним.
Емблема турецьких скаутів включає в себе лілею — символ всесвітнього скаутського руху, національні кольори прапора та елементи національного гербу Туреччини.

## Структура
Вікові групи
- 8-11 років — каб-скаути;
- 12-15 років — скаути;
- 16-20 років — ровер-скаути та скаутські лідери;

Гурток Каб-скаутів формується з хлоців і дівчат, інші вікові групи розділені за статтю.